# Qasr-el-Sagha-Formation
Die Qasr-el-Sagha-Formation (arabisch تكوين قصر الصاغة, DMG Takwīn Qaṣr aṣ-Ṣāġa) ist eine sedimentäre Formation im Fayyum-Becken des nördlichen Ägyptens. Die flach liegenden Sedimente sind vorwiegend marinen Ursprungs und stammen aus dem Oberen Eozän. Sie ist Träger vieler Fayyum-Fossilien.

## Bezeichnung und Erstbeschreibung
Die Formation wurde von Hugh John Llewellyn Beadnell im Jahr 1901 zum ersten Mal beschrieben und von ihm nach Qasr as-Sagha (arabisch für „Festung der Goldschmiede“) benannt, einer unvollendeten, etwa 10 Kilometer nördlich des Qarun-Sees liegenden Tempelanlage aus dem Mittleren Reich.

## Stratigraphie

Walskelett im Wadi al-Hitan, im Hintergrund der Übergangsbereich von der Birket-Qarun-Formation zur Qasr-el-Sagha-Formation

Die 175 bis 200 Meter mächtige, aus dem Priabonium stammende Qasr-el-Sagha-Formation überlagert die Sandbarren-Sandsteine der Birket-Qarun-Formation, kann aber erosiv noch fast bis auf die darunterliegende Gehannam-Formation heruntergreifen. Sie besteht vorwiegend aus feinkörnigen Sandsteinen, Siltsteinen und dunklen Tonsteinen, formationsinterne Parasequenzen können an ihren Obergrenzen aber auch schillartig an Muscheln angereichert sein. Die Schichten liegen flach (Einfallswinkel weniger als 1° nach NW) und sind recht regelmäßig gebankt. Über die Qasr-el-Sagha-Formation legt sich diskordant die kontinentale, Mangrovenreste enthaltende Gebel-Qatrani-Formation aus dem Unteren Oligozän (Rupelium).
Die Qasr-el-Sagha-Formation baut sich aus folgenden Schichtgliedern (engl. member) auf:
- Dir Abu Lifa Member – Deltafazies
- Temple Member – innerer Lagunenbereich mit Schillkalken
- Harab Member – mittlerer Lagunenbereich
- Umm Rigl Member – äußerer Lagunenbreich

Innerhalb der Qasr-el-Sagha-Formation lässt sich eine sukzessive Verflachung des Sedimentationsraumes erkennen. So herrschte während der Sedimentation des basalen Umm Rigl Members anhand sequenzstratigraphischer Ergebnisse noch ein Meereshochstand, jedoch bereits ab dem Harab Member wurden regressive Tendenzen spürbar, die im Vormarsch eines Deltas während des Dir Abu Lifa Members ihren Abschluss fanden. Innerhalb der einzelnen Schichtglieder kam es jedoch anfangs immer zu einem allmählichen Wiederansteigen des Meeresspiegels, der gegen Ende der jeweiligen Sequenz mit einem jähen Abfallen einherging. Der Abfall des Meeresspiegels am Ende des Dir Abu Lifa Member war drastisch und erreichte immerhin 90 Meter; er kennzeichnet den Übergang vom Priabonium zum Rupelium (so genannte Grande Coupure an der Wende Eozän/Oligozän mit großem Artensterben und Klimaverschlechterung). In diesem Zusammenhang wurden an der auf das Dir Abu Lifa Member folgenden Diskordanz 76 Meter an Sediment abgetragen.

### Harab Member
Während der Sedimentation des Harab Members schneiden sich Deltaarme tief in das Umm Rigl member und die darunterliegende Birket-Qarun-Formation ein (engl. incised valley fill).

### Temple Member
Das Temple Member führt konglomeratische Muschelschilllagen (Schillkalke oder Coquina), die Bown & Kraus 1988 als fossile Strandlinien deuteten. Dieser Interpretation wird jedoch von P. D. Gingerich 1992 widersprochen.

### Dir Abu Lifa Member
Das Dir Abu Lifa Member wird von riesigen, schräggeschichteten Sandsteinkörpern aufgebaut, die jedoch Zwischenlagen von skleraktinen Korallen und anderen marinen Invertebraten enthalten können. Auch dieses Member wird von in den Untergrund eingeschnittenen Deltaarmen durchzogen. Es schließt gewöhnlich mit einer nur 2 Meter mächtigen Kalksteinlage, dem so genannten Bare Limestone ab. Stellenweise ist aber über dem Kalkhorizont noch eine zweite schräggeschichtete Sandsteinfolge erhalten.
Die Diskordanz zur oligozänen Gebel-Qatrani-Formation ist regional bedeutend, sie kann nämlich noch im Raum Kairo und in der östlichen Wüste beobachtet werden.

## Alter
Anhand der Molluskenfauna konnte P. Oppenheim bereits 1903 ein obereozänes Alter für die Qasr-el-Sagha-Formation ermitteln. Für die Formation bestehen bisher noch keine absoluten Altersdatierungen. Ihre Obergrenze fällt mit dem Übergang Priabon-Rupel zusammen und ist somit rund 34 Millionen Jahre alt. Die Untergrenze liegt etwas oberhalb des Übergangs Bartonium-Priabon, d. h. bei zirka 37 Millionen Jahre BP.
Zeitgleiche bzw. äquivalente Formationen im nördlichen Ägypten sind die Wadi-Hof-Formation (östliche Wüste) und die Maadi-Formation (Raum Kairo).

## Fossilinhalt
Die Fossilien in der Qasr-el-Sagha-Formation sind vorwiegend in den verschiedenen detritischen Deltaarmen mit eingeschwemmt worden. Es wurden unter anderem folgende bedeutende Funde gemacht:

### Reptilien
- Gigantophis, eine 9 Meter lange Riesenschlange
- Pterosphernus, eine Meerschlange
- Tomistoma, ein Krokodil

### Säugetiere
- Archaeoceti wie beispielsweise Dorudon atrox, ursprüngliche Wale und vor allem Saghacetus osiris
- Moeritherium lyonsi, ein urtümliches Rüsseltier
- Sirenia

## Paläogeographie
Die lagunäre bis strandnahe Qasr-el-Sagha-Formation wurde im Tethysmeer am damaligen instabilen, langsam absinkenden, passiven Kontinentalrand Nordafrikas (Ägyptens) abgelagert. Die Küste durchlief das nördliche Ägypten zu diesem Zeitpunkt in WSW-ONO-Richtung. Während des Eozäns (und auch noch im Oligozän) progradierten kontinentale Sedimente langsam gen Norden und Westen bei gleichzeitig erfolgendem,  langanhaltenden Meeresspiegelrückgang. Dies erklärt, warum in weiten Teilen Nordägyptens flachmarine und kontinentale Abfolgen tiefermarine Sequenzen überlagern.